# زبابة التوندرا
زبابة التوندرا[بحاجة لمصدر] (الاسم العلمي: Sorex tundrensis) (بالإنجليزية: Tundra Shrew)‏ هي نوع من الحيوانات يتبع جنس الزبابة من الفصيلة الزبابات.